# Репник
Ре́пник (лат. Rapistrum, от лат. rapa — репа) — вид травянистых растений семейства Капустные (Brassicaceae).

## Ботаническое описание
Однолетние, двулетние или многолетние ветвистые жёстковолосистые травянистые растения, 60—100 см высотой. Листья перисто-рассечённые или перистораздельные, верхние — цельные.
Чашелистики отстоящие, при основании слегка мешковидные. Лепестки продолговатые, с ноготком, жёлтые или белые. Нити тычинок без зубцов. На внутренней стороне коротких тычинок по одной продолговато-четырёхугольной, или почковидной, или многоугольной медовой желёзке, на наружной стороне каждой пары длинных тычинок по одной коротко-язычковидной медовой желёзке. Завязь сидячая, столбик очень короткий, рыльце коротко-двулопастное. Плод нераскрывающийся стручочек, состоит из двух члеников, из которых нижний продолговатый или похожий на цветоножку, с продольными жилками, не содержит семян или содержит 1—2 семени, верхний членик шаровидный или эллипсоидальный, сразу суженный на верхушке в конический или шиловидный клювик, с 4—8 продольными ребрами и поперечно-морщинистый, с одним прямым семенем и с тонкой, прижатой к стенке перегородкой. Семядоли продольно-складчатые.